# Wargentin (kráter)
Wargentin je lávou zaplavený kráter nacházející se v jihozápadní části přivrácené strany Měsíce a díky tomu je pozorovatelný ze Země se značným zkreslením. Má průměr 84 km a je největší z řídce se vyskytujících kráterů zaplněných až po okraj ztuhlou lávou. Jedná se o měsíčni kuriozitu, neboť „dno“ kráteru je zde tím pádem nad úrovní povrchu kolem okrajového valu kráteru (je to tedy spíše náhorní plošina, kde se nachází i mořské hřbety). V západní a severozápadní části kráteru je patrné, že zde láva přetekla přes okraj.

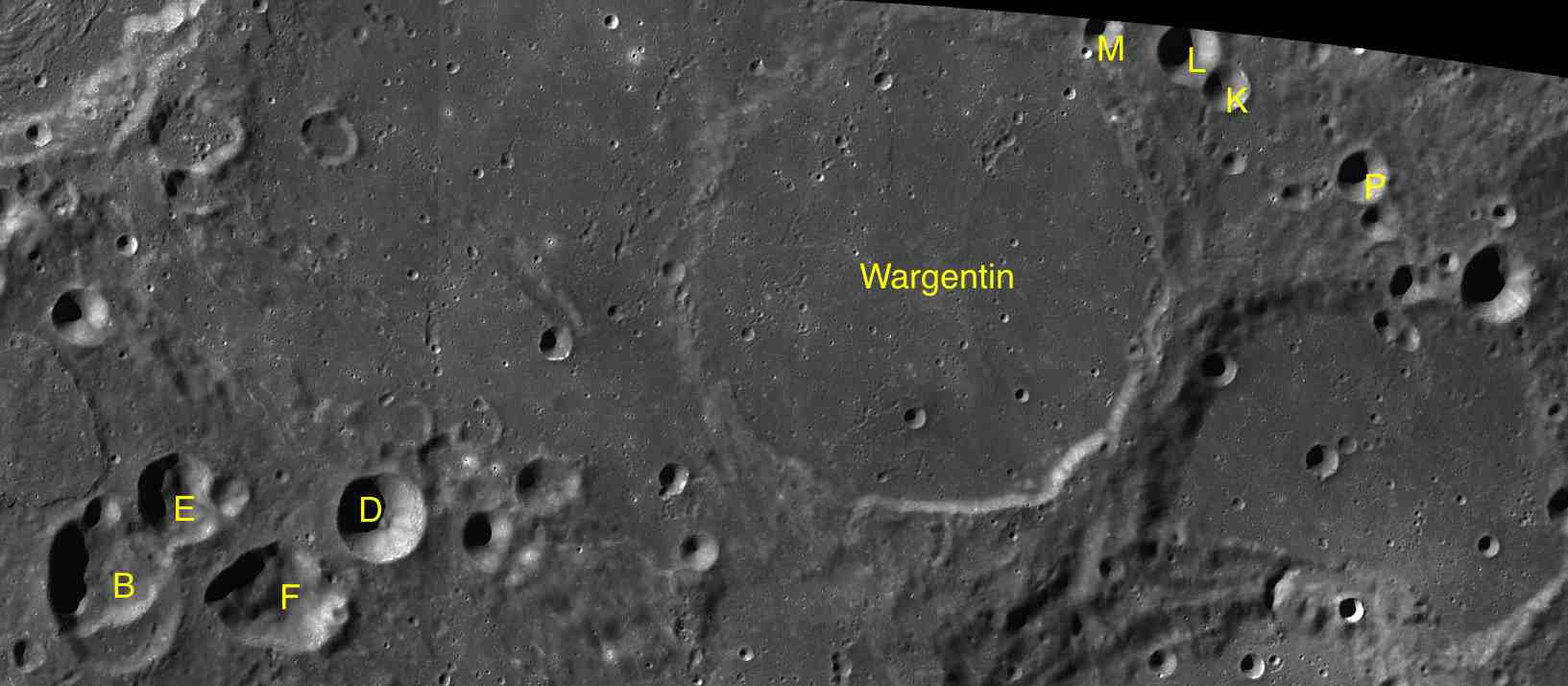
Poloha kráteru Wargentin.

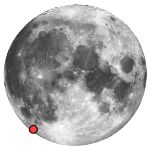
Kráter Wargentin leží v jihozápadní části přivrácené strany Měsíce

V těsném sousedství (poblíž jihovýchodního valu) leží o něco menší kráter Nasmyth, který je částečně překryt větším kráterem Phocylides. Severovýchodně od Wargentina se nachází rozlehlá valová rovina Schickard.

## Název
Pojmenován je podle švédského astronoma Pehra Wilhelma Wargentina, zároveň prvního ředitele Stockholmské observatoře.

## Satelitní krátery
V okolí se nachází několik dalších kráterů. Ty byly označeny podle zavedených zvyklostí jménem hlavního kráteru a velkým písmenem abecedy.
| Wargentin | Sel. šířka | Sel. délka | Průměr |
| --------- | ---------- | ---------- | ------ |
| A         | 47.1° J    | 59.1° Z    | 21 km  |
| B         | 51.4° J    | 67.6° Z    | 18 km  |
| C         | 47.4° J    | 61.2° Z    | 12 km  |
| D         | 51.0° J    | 65.1° Z    | 16 km  |
| E         | 50.9° J    | 66.9° Z    | 16 km  |
| F         | 51.5° J    | 66.1° Z    | 20 km  |
| H         | 47.4° J    | 60.1° Z    | 9 km   |
| K         | 48.3° J    | 57.8° Z    | 7 km   |
| L         | 48.1° J    | 58.2° Z    | 11 km  |
| M         | 48.1° J    | 58.9° Z    | 7 km   |
| P         | 48.7° J    | 56.6° Z    | 9 km   |